# Abbatotine
Abbatotine (Pelly River Indijanci, Abbato-tinneh) /Abbatotine =Bighorn people/, pleme Nahane Indijanaca u dolini gornjeg toka rijeke Pelly, Macmillan i Stewart na teritoriju Yukona, Kanada. 
Razni autori bilježili su ih pod sličnim naziva, viz: Abba-to-tenah, Abbato-tinneh, Affats-tena (greška u Bancroft u Nat. Races III 587, 1882), Ah-bah-to din-ne, Ambah-tawút-dinni, Ambahtawoot, Ambatawwoot, Ambawtamoot, Ambawtawhoot Tinneh, Ambawtawhoot-dinneh, Ambawtawoot, Ambawtowhoot, Mountain Sheep Men, Sheep People, i sl.

## Vanjske poveznice
- Canadian Indian Tribe History